# Hans Gudewerdt (III)
Hans Gudewerdt (* 1639/1640 in Eckernförde; † nach 1709 (nicht in Eckernförde)) war ein deutscher Bildschnitzer.

## Leben und Wirken
Hans Gudewerdt war der Sohn eines gleichnamigen Bildschnitzers und dessen Ehefrau Christine. Er hatte einen Bruder namens David, mit dem er in der Werkstatt seines Vaters lernte. Das Bürgerbuch der Stadt Eckernförde führte ihn 1663 mit der Angabe, dass er 23 Jahre alt sei. Am 21. Februar 1664 bestanden beide die Gesellenprüfung. Nach dem Tod seines Vaters führte er ab 1671 dessen Werkstatt als Meister fort. Er hätte hierfür eine dreijährige Wanderschaft leisten müssen, von der er sich freikaufte. Am 18. November 1673 heiratete er Anna Maria Bock (begraben am 13. Juli 1703 in Eckernförde), mit der er vier Töchter hatte.
Im Jahr 1674 nahm Gudewerdt die Kirchengelder ein. 1697 zog er als Ältermann in das Schnitkeramt ein. Gemäß den Kirchenbüchern von Eckernförde stand er vierundzwanzig Mal, seine Frau zehn Mal Pate. Ab 1700 hatte er zunehmend finanzielle Probleme. Nach 1709 sind keine Angaben über ein weiteres Wirken in Eckernförde zu finden. Wahrscheinlich trennte er sich von seinem Wohnhaus und verließ die Stadt. Angenommen wird, dass er zu seinem Bruder Cyriacus Gudewerdt (auch: Silaiakus G.) zog, der Theologie studiert hatte und danach von 1693 bis zu seinem Tode 1736 Pastor in Sehestedt war.

## Werke

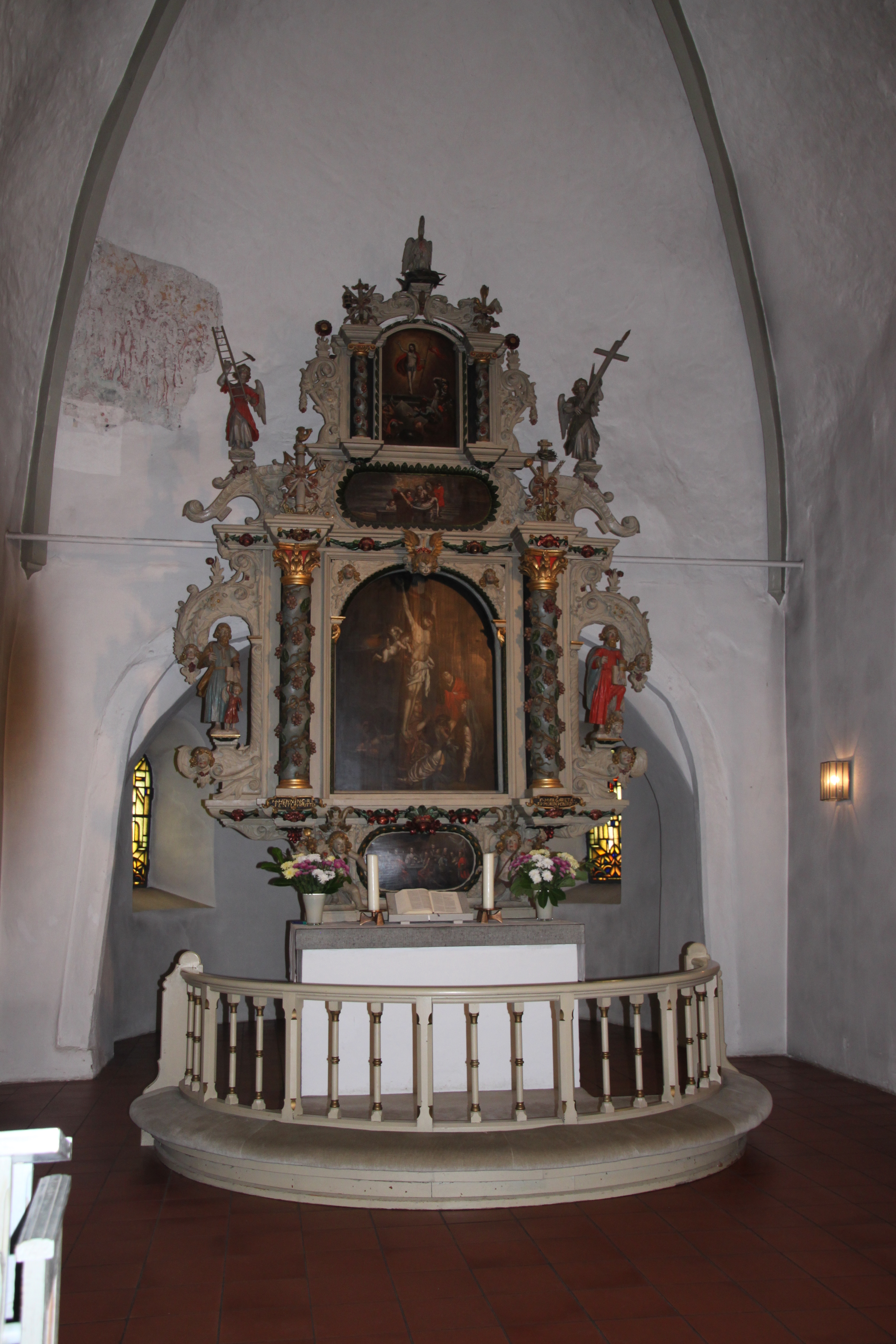
Altar in Borby

Gudewerdt übernahm von seinem Vater eine renommierte Werkstatt, die viele Aufträge erhielt und häufig für den Gottorfer Herzog arbeitete. Gudewerdt erstellte 1672 für den Hof sechs Triumphwagen, die heute nicht mehr existieren. 1681 gestaltete er nach dem Vorbild einer heute nicht mehr bestehenden Orgel in der St.-Georg-und-Mauritius-Kirche Flemhude einen neuen Prospekt der Orgel von St. Nicolai. Dieser Prospekt wurde vermutlich 1762 durch einen Neubau ersetzt. Vermutlich schuf er auch die Kanzel der Dänischenhagener Kirche (heute im Kloster Preetz) und 1686 den Altar der Borbyer Kirche. Gesicherte Belege hierfür fehlen jedoch.